# Veldhoven Samen Anders
Veldhoven Samen Anders is een Nederlandse lokale politieke partij, actief in de gemeente Veldhoven.
In 1987 werd de vereniging Aktief Veldhoven opgericht. Op 18 december 1989 werd de naam gewijzigd in Veldhoven Samen Anders. De vereniging stelde zich ten doel om actief deel te nemen aan het politiek leven in Veldhoven. Geruime tijd was Frans van Rooij het gezicht en de politiek leider van de partij. In de volksmond VSA. Daarna werden respectievelijk Herman Kootkar en Nicole Ramaekers lijsttrekker van VSA. 
Bij de gemeenteraadsverkiezingen van 7 maart 2006 kreeg VSA acht zetels in de Veldhovense gemeenteraad.
De partij vormde een coalitie met de PvdA en de VVD en mocht twee van de vier wethouders leveren.
Dit werden wethouder Herman Kootkar, met in de portefeuille beheer openbare ruimte, milieu, vergunningen en verkeer, en wethouder Jack Tops, met de portefeuille stedelijke ontwikkeling en wonen.
In december 2006 kwam aan het licht dat wethouder Kootkar eigenaar was van een perceel grond waar mogelijk nieuwbouw zou komen volgens het te ontwikkelen plan Veldhoven West.
Vanwege zijn portefeuille was de wethouder nauw betrokken bij dit nieuwbouwplan.
Om belangenverstrengeling te voorkomen werd Kootkar door zijn partij voor de keuze gesteld: óf het perceel verkopen, óf afstand doen van zijn functie als wethouder.
Kootkar koos er liever voor om het beleidsgebied beheer openbare ruimte uit zijn portefeuille te halen, maar onder druk van zijn partij trad hij toch af als wethouder.
Op 14 februari 2007 werd hij opgevolgd door wethouder Nicole Ramaekers.
Kootkar bleef in de raad als fractie Kootkar en richtte in februari 2008 een nieuwe partij op: Samenwerkend Veldhoven.
Bij de gemeenteraadsverkiezingen van 3 maart 2010 kreeg VSA zeven raadszetels. De partij vormde een coalitie met de VVD en het CDA. Zowel Ramaekers als Tops werden wederom benoemd tot wethouder.
In 2014 behaalde VSA opnieuw de meeste stemmen. Nu kreeg de partij echter geen restzetel en bleef op 6 zetels steken.
Er wordt een coalitie gevormd met GBV (gemeentebelangen Veldhoven) en D66. Nicole Ramaekers en Wilfried Gradus (parttime) werden wethouders voor VSA. 
De laatste treedt in september 2014 af omdat het wethouderschap niet verenigbaar is met zijn externe werk. Er wordt geen nieuwe tweede wethouder benoemd. Op 9 mei 2017 werd Nicole Ramaekers geïnstalleerd als burgemeester van Gulpen-Wittem.